# Ceresium furtivum
Ceresium furtivum là một loài bọ cánh cứng trong họ Cerambycidae.